# Konversation
O Konversation é um cliente Internet Relay Chat (IRC) baseado na plataforma KDE, e é software livre distribuído sob os termos da GNU General Public License. O Konversation é mantido atualmente no módulo Extragear do KDE, o que significa que ele possui seu próprio ciclo de lançamentos, independente do KDE. O Konversation também é o cliente IRC padrão no Kubuntu mas não foi incluso no Kubuntu 8.04 devido a falta de uma portação para o KDE 4 na época. Ele foi substituído pelo Quassel no Kubuntu 9.04. No entanto, ele permanece a escolha de cliente IRC padrão em muitas outras distribuições populares, como o openSUSE e a versão KDE do Fedora.

## Recursos
O Konversation suporta conectividade IPv6, oferece suporte a servidores SSL, e suporta criptografia Blowfish. Ele possui suporte para gerenciar identidades, para conexões em múltiplos servidores utilizando múltiplas identidades intercambiáveis e pode exibir diversos servidores e canais na mesma janela. O Konversation possui detecção automática de UTF-8 e pode utilizar codificações de texto diferentes em diferentes canais. Ele também fornece uma exibição na tela (em inglês:  OSD) para notificações de eventos e pode salvar favoritos para canais e servidores. O Konversation suporta cores, decorações de texto, e ícones tematizáveis na lista de apelidos. O Konversation também pode ser roteirizado utilizando shell scripts e inclui suporte para pseudônimos e um sistema de ações para eventos automáticos.